# La muerte flota en el río
 La muerte flota en el río  es una película en blanco y negro de Argentina dirigida por Augusto César Vatteone sobre su propio guion escrito en colaboración con Osvaldo Falabella y Ernesto L. Castro según la novela de Ernesto L. Castro, que se estrenó el 1 de noviembre de 1956 y que tuvo como protagonistas a Nelly Panizza, Eduardo Cuitiño, Jacinto Herrera y Mario Passano.

## Sinopsis
Un policía va tras la pista de una banda de contrabandistas cuyo jefe pretende a su novia.

## Reparto
- Nelly Panizza …Liana Méndez
- Eduardo Cuitiño …Valenti, "El Inglesito"
- Jacinto Herrera …Zamora
- Mario Passano …Oficial Gutiérrez
- Luis Otero …El Zurdo
- Domingo Sapelli …Comisario
- Alba Castellanos …Marión
- Andrés Laszlo …Peter
- Alfredo Almanza …Ledesma
- Juan Laborde
- Jorge Villoldo …Patrón
- Arsenio Perdiguero
- Ricardo Greco
- Enrique Vico Carré
- César Lassaga
- Justo Martínez González
- Miguel Ángel Olmos
- Néstor Castelnuovo
- Francisco Marino
- Domingo Garibotto …Hombre en el muelle
- Rodolfo Maldonado
- Julio Figueroa
- Miguel G. Sáenz
- José C. Rigoni
- José A. Beltrán
- Juan Carlos Goulu
- Teresa Blasco

## Comentarios
El Heraldo del Cinematografista dijo:

”La dirección supera al argumento.”

Manrupe y Portela escriben:

”Policial menor…ambientado en el Paraná.”